# 久治绿绒蒿
久治绿绒蒿（学名：Meconopsis barbiseta）为罂粟科绿绒蒿属下的一个种。

## 扩展阅读
- 維基物種上的相關：久治绿绒蒿